# Bistum Kohima
Das Bistum Kohima (lat.: Dioecesis Kohimaensis) ist eine in Indien gelegene römisch-katholische Diözese mit Sitz in Kohima.

## Geschichte
Das Bistum Kohima wurde am 29. Januar 1973 durch Papst Paul VI. aus Gebietsabtretungen des Bistums Dibrugarh als Bistum Kohima-Imphal errichtet. Am 28. März 1980 wurde das Bistum Kohima-Imphal in die Bistümer Kohima und Imphal geteilt. Das Bistum Kohima wurde 1995 dem Erzbistum Imphal als Suffraganbistum unterstellt.
1986–1991 wurde die Kathedrale in Kohima erbaut. Ihre Architektur zitiert Elemente aus der traditionellen Bauweise der Region. Die Kathedrale ist Maria, Hilfe der Christen geweiht.

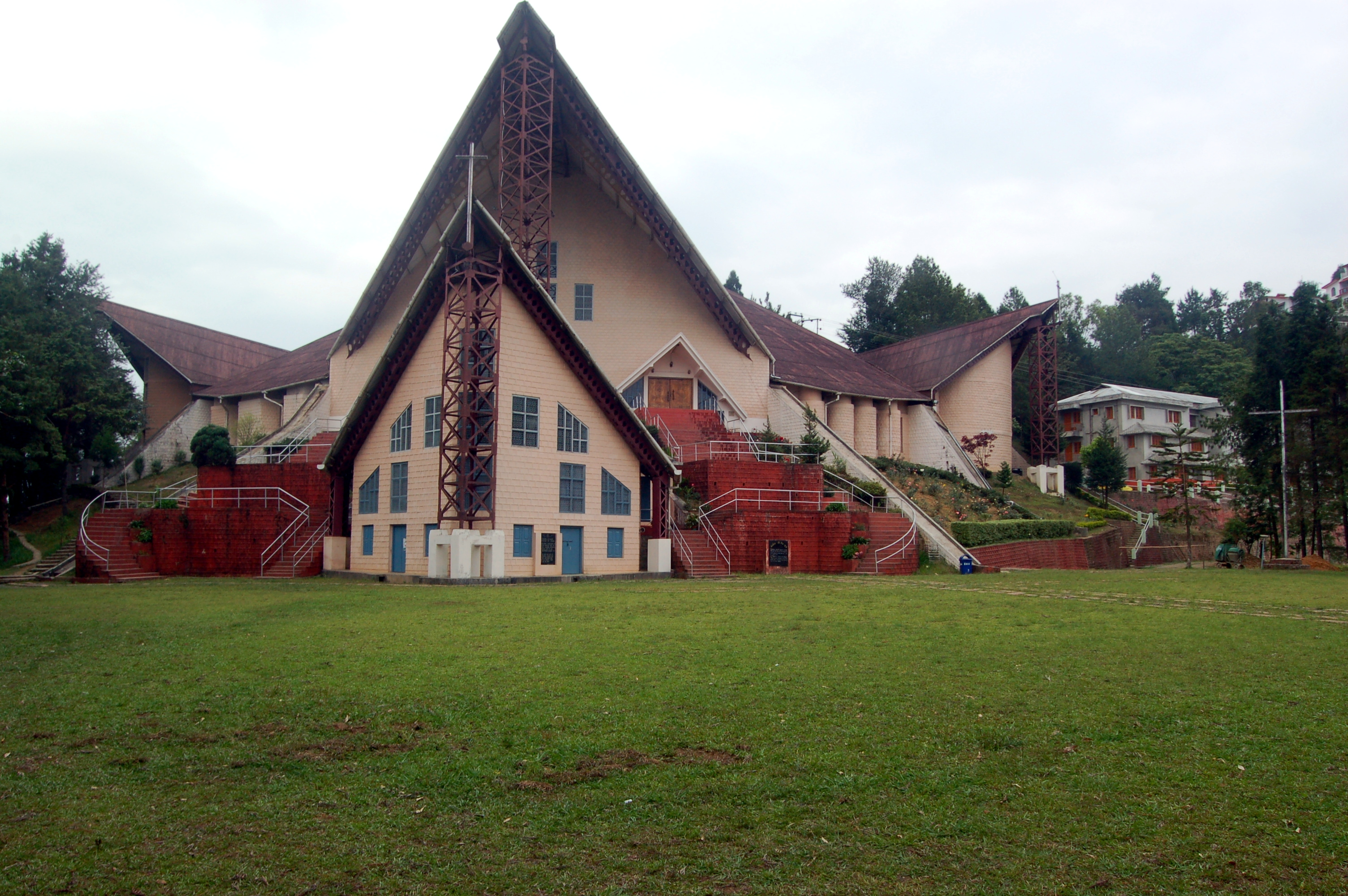
Kathedrale von Kohima

## Bischöfe
- Abraham Alangimattathil SDB, 1973–1996
- Jose Mukala, 1997–2009
- James Thoppil, seit 2011

## Territorium
Das Bistum Kohima umfasst die Distrikte Dimapur, Kohima, Mokokchung, Mon, Phek, Tuensang, Wokha und Zunheboto im Bundesstaat Nagaland.